# أندريه باريس
أندريه باريس (بالفرنسية: André Paris)‏ هو عداء مسافات طويلة فرنسي، ولد في 6 أغسطس 1925، وتوفي في 31 مارس 2016.

## وصلات خارجية
- أندريه باريس على موقع الاتحاد الفرنسي لألعاب القوى (الفرنسية)
- أندريه باريس على موقع اللجنة الأولمبية الدولية (الإنجليزية)
- أندريه باريس على موقع أوليمبيديا (الإنجليزية)